# Pardosa albomaculata
Pardosa albomaculata är en spindelart som beskrevs av James Henry Emerton 1885. Pardosa albomaculata ingår i släktet Pardosa och familjen vargspindlar. Inga underarter finns listade i Catalogue of Life.